# Guillermo Zúñiga Chaves
Guillermo Emilio Zúñiga Chaves (Heredia, 27 de noviembre de 1950) es un economista costarricense, que ha sido nombrado Ministro de Hacienda en la segunda administración Arias Sánchez (2006-2010) y como diputado de la Asamblea Legislativa de Costa Rica para el período constitucional de 2010-2014 (Partido Liberación Nacional, 1° lugar por la provincia de San José). Es hijo de Noé Zúñiga Villalobos y Berta Chaves Sáenz. Desde el 2 de febrero de 1973 está casado con Ana Lorena Arias Jiménez y tienen cuatro hijos, Guillermo, José Pablo, Néstor y Ana Carolina Zúñiga Arias.
Guillermo Zúñiga es máster en Economía por la Universidad Nacional Autónoma de México con graduación  de honor. Su tesis  de maestría se denomina «La Costa Rica de hoy: Crisis y política  económica». Anteriormente obtuvo la licenciatura y bachillerato en economía en la Universidad de Costa Rica.
Ha laborado en el Banco Central de Costa Rica, en la Bolsa Nacional de Valores S.A., en Clasificadora de Títulos y Valores S.A; Fitch Centroamérica SA y Fitch  Costa Rica Calificadora de Riesgo. Se desempeñó como viceministro de Hacienda durante la primera administración Óscar Arias  Sánchez (1986-1990).
En enero de 2011, Zúñiga Chaves anuncia que renunciará a su curul de diputado, alegando que desde hace meses ha perdido la comunicación con la presidenta Laura Chinchilla, sobre todo ante la presentación del Plan Fiscal ante la Asamblea legislativa, el cual dijo desconocer del todo. La presidenta no hizo mayores comentarios, mientras que el ministro de la Presidencia Marco Vargas Díaz manifestó que trataría de convencerlo de permanecer en su puesto. Zúñiga es sustituido por el Secretario General del Partido Liberación Nacional, Antonio Calderón Castro, quien ocupa el 8° lugar por la provincia de San José. La renuncia se concreta el 1 de mayo de 2011.